# 方夢禎
方夢禎（17世紀—17世紀），字伯瑞，號兆麟，南直隸廬州府舒城縣人，明朝政治人物。

## 生平
方夢禎是崇禎十二年（1639年）的貢生，次年（1640年）成特用出身，獲授工部主事，監督廠務開支沒有浮費，監寺王廉素來傲慢，各廠舊例拿出金錢求地，夢禎卻一錢不與，王廉也驚畏不敢為難，再監督寶源局，獲得鑄餘千金全數封入不挪用，朝廷某人擬改折漕三十萬，礙於朝士未有決議，他說：「根本重地，足食為先。」力爭停止，正直聲譽名震海內。陞工部員外郎，奉命督理徐淮中河，其時河道淤塞，漕運被阻，他引黃河自封丘金龍口與汶水合，經過徐呂二洪南入淮漕，河漕因此通行無阻；汴口決堤，二百里內城牆屋舍毀壞、男女溺死不計其數，他親自相度水勢巡視修築，數個月後增厚的堤防就建成，因癯病辭官，此前漕運總督的薦書有「儉以持身，勤以任事，總河有河漕，兩利國而忘家。」的句子。

## 引用
1. 1 2  光緒《續修舒城縣志·卷三十三·人物志》：方夢楨 舊志楨作正 ，字伯瑞，號兆麟，為人孝友誠樸無妄行，崇禎己 府志誤作乙 卯貢於鄉，登庚辰特用科進士，授工部主事，督廠務度支徵實無浮費，監寺王廉素驕倨，諸廠舊奉金錢求為地，夢楨不與一錢，廉亦心慴不敢與為難；監寶源局得鑄餘值千金封入官不取，北直某擬改折漕三十萬，便礙朝士無決議，夢楨曰：「根本重地，足食為先。」力爭止之，直聲振海內。遷本部員外郎，敕督徐淮中河，時河道淤淺，漕運久阻，夢楨理徐呂二洪，引黃河自封邱金龍口下與汶水合，經徐呂二洪南入淮漕，自淮直達河漕道通，汴口決，將二百里壞城垣廬舍溺死男婦不可勝數，親相度水勢巡視修築，數閲月堤成，比舊增倍厚，癯病形於色，總漕有「儉以持身，勤以任事，總河有河漕，兩利國而忘家」之薦。 府志宦績
2. ↑  錢海岳《南明史·卷八十七·列傳第六十三》：同（陳啟新）時淮、揚、徐、鳳、廬、滁諸屬遺臣：……（舒城則）方夢禎，字伯瑞，崇禎十三年特用。授工部主事，監寶源局，力爭止浙漕。遷員外郎，督徐匯中河，大修隄堰，歸。